# Samantha Arévalo
Samantha Michelle Arévalo Salinas (née le 30 septembre 1994 à Cuenca) est une nageuse équatorienne spécialisée dans la nage en eau libre.

## Biographie

### Carrière
En 2013, elle remporte avec Iván Enderica (en) la médaillé d'or lors des Jeux bolivariens de 2013.

## Palmarès

### Championnats du monde
- Championnats du monde 2017 à Budapest :
  -   Médaille d'argent du 10 km en eau libre